# Yekaterina Olévskaya
Yekaterina Olévskaya (en ucraniano: Екатерина Олевская; Kiev, gobernación de Kiev, Imperio ruso, 1917 – Israel, 9 de mayo de 2009), conocida como Katia Olévskaya, fue una locutora de radio. Trabajó durante décadas en el servicio en español de la emisora internacional soviética Radio Moscú. 

## Biografía
Yekaterina Olévskaya nació en 1917 en Kiev en aquel entonces parte de la gobernación de Kiev del imperio ruso, en el seno de una familia judía. A los cinco años se desplazó junto a sus padres a México, debido a los pogromos, donde aprendió español. Regresó a Ucrania a principios de la década del treinta del siglo pasado. En Kiev, trabajó como intérprete de español de los extranjeros que visitaban la Unión Soviética. En una visita a Moscú en 1937 con unos turistas, conoció a Luis Cecchini, locutor de Radio Moscú, lo que le permitió incorporarse a la emisora. Trabajó allí durante muchos años. Desde 1973 hasta 1989 fue integrante del programa Escucha Chile, producido por Radio Moscú. También realizó traducciones al español de las animaciones de Soyuzmultfilm.
Con la caída del régimen soviético, Yekaterina Olévskaya emigró a Israel donde vivió hasta su muerte. El 1 de julio de 2009, recibió en Santiago de Chile un homenaje póstumo del Círculo de Periodistas de Santiago, del Consejo Nacional y Consejo Metropolitano del Colegio de Periodistas de Chile, de un grupo de amigos y excompañeros de trabajo.